# Bolas chinas

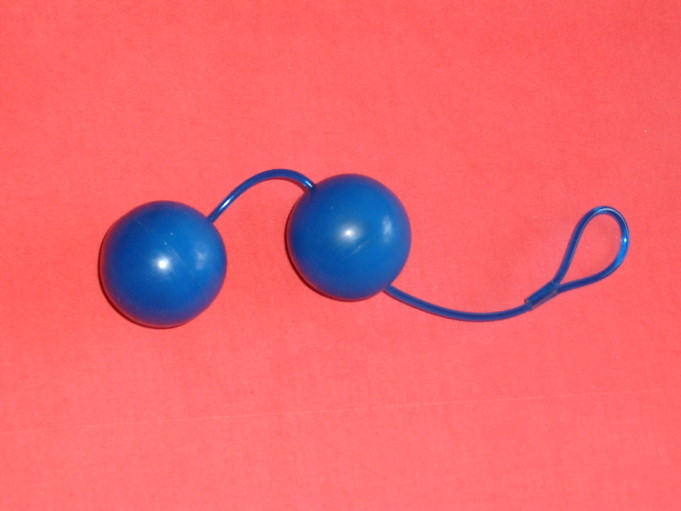
Bolas chinas.

Las bolas chinas o esferas intravaginales (también Ben Wa o geisha) son, en su configuración más habitual, dos esferas ligeras unidas por un lazo que se pueden introducir en la vagina. Tienen en su interior otras esferas más pequeñas. Mediante el movimiento las bolas interiores golpean con las exteriores y realizan una especie de efecto vibratorio, produciendo sensaciones placenteras. Al margen de su uso recreativo, su aplicación vaginal también se identifica como un medio muy eficaz para el fortalecimiento de los músculos del suelo pélvico.

## Usos

### Sexual
Las bolas chinas se usan en múltiples ocasiones antes de realizar el acto sexual, durante los juegos sexuales o fantasías al ser uno de los juguetes sexuales más famosos.
En las prácticas sexuales taoístas estas bolas livianas se han utilizado durante siglos. Los practicantes de estas filosofías creen que las bolas Ben Wa son herramientas útiles para ejercer el control y explorar el lado sensual de la mujer.
No deben ser confundidas con las esferas chinas, que también sirven para reducir el estrés.

### Terapéutico

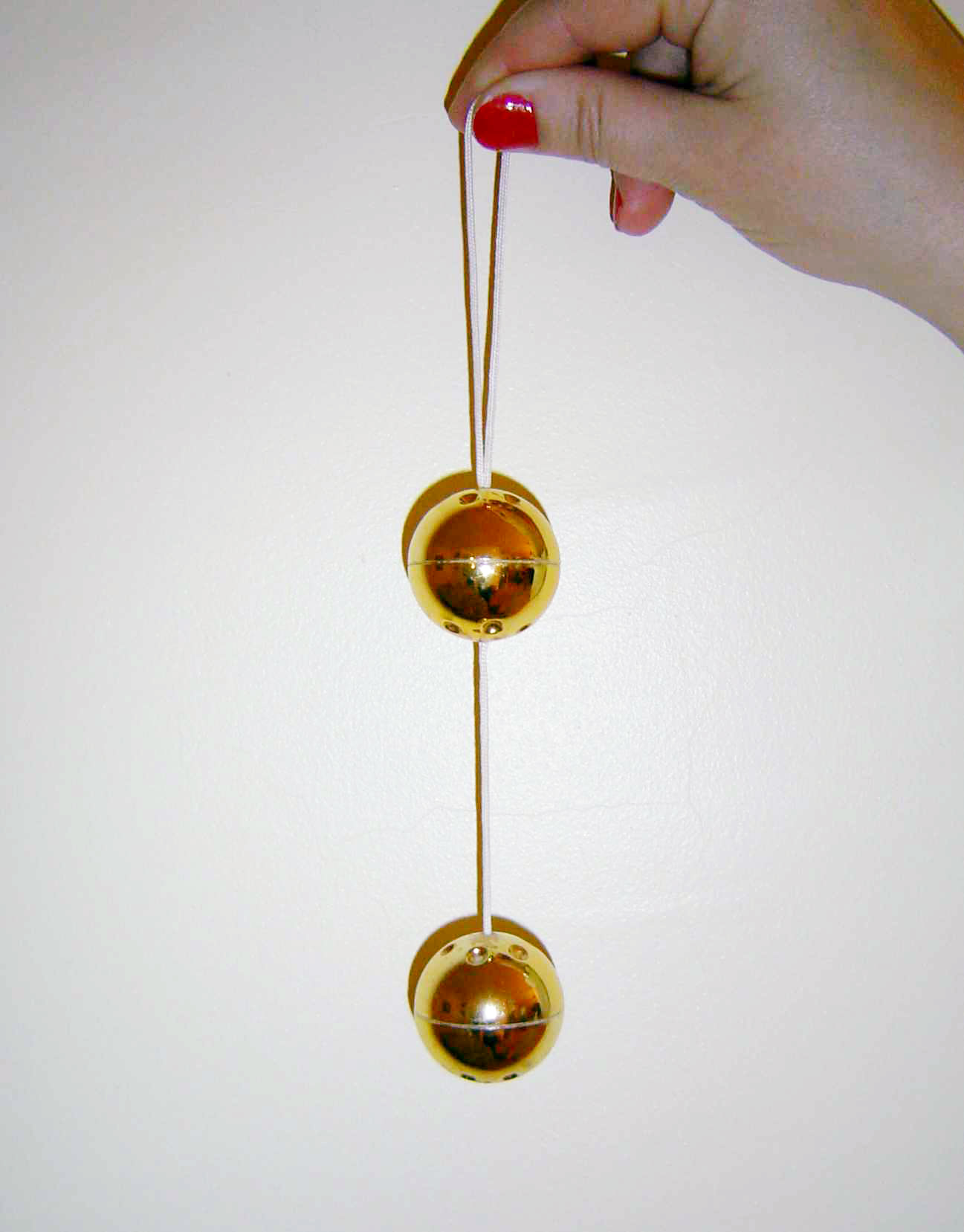
Bolas chinas.

Este artilugio fortalece la musculatura del suelo pélvico. Expertos del sector sexológico, ginecológico y fisioterapeuta recomiendan su uso a mujeres que acaban de dar a luz con el fin de que la musculatura pélvica recupere su forma anterior al embarazo. También es recomendada para mujeres que sufren incontinencia urinaria leve y tengan un tono musculatura perineal aceptable.
El ejercicio del músculo pélvico, en general, mejora el tono de la vagina y, con ello, su salud, incrementando la sensibilidad de la zona y potenciando la sensación orgásmica. Además, las bolas chinas en concreto, mejoran la lubricación vaginal notablemente y es un efecto que se nota desde los primeros usos. Las bolitas metálicas de su interior, golpean las paredes de la vagina con el movimiento, mejorando la circulación sanguínea de la zona y estimulándola de tal manera que, es posible mejorar el nivel de lubricación.
Igualmente, se utiliza en la realización de EMSP (Ejercicios Musculares de Suelo Pélvico) en algunos tipos de incontinencia urinaria, especialmente en mujeres con incontinencia de esfuerzo.

## Descripción
Las bolas están disponibles en una variedad de formas y pueden ser sólidas o contener badajos o campanillas en su interior. Otras versiones más grandes, hechas de plástico que encierran bolas más pequeñas, se conocen como bolas Duotone. A veces, estas bolas consisten en varias esferas metálicas unidas por una cadena o un cordón de seda para facilitar su extracción; sin embargo, no cuentan con una base ensanchada adecuada para un uso anal seguro, y pueden quedarse atrapadas. Es importante no confundir estas bolas con los ejercitadores anales de Kegel ni con los estimuladores de próstata.